# Самсат
Самсат (тур. Samsat) — город и район в провинции Адыяман (Турция). На северо-западе он граничит с центральным районом ила Адыяман, на северо-востоке — с районом Кяхта, на юго-востоке и юге — с илом Шанлыурфа.

## История
В этих местах находилась Самосата — столица древней Коммагены. После строительства в 1989 году плотины Ататюрка она оказалась в зоне затопления, и население было перемещено в новый город Самсат.

## Население
По данным переписи 2000 года население районного центра составляло 6 917 человека, в деревнях района проживало 5 624 человек, таким образом население района составляло 12 541 человек.

## Достопримечательности
Археологические памятники на вершине находящейся на территории района горы Немрут-Даг включены в список Всемирного наследия ЮНЕСКО.